# Czindalej
Czindalej (ros. Чиндалей) – wieś w Rosji, w Kraju Zabajkalskim, w Agińskim Okręgu Buriackim, w rejonie duldurgińskim. W 2010 liczyła 1005 mieszkańców.